# Orchithemis pruinans
Orchithemis pruinans is een libellensoort uit de familie van de korenbouten (Libellulidae), onderorde echte libellen (Anisoptera).
De wetenschappelijke naam Orchithemis pruinans is voor het eerst geldig gepubliceerd in 1878 door Selys.